# Між Скіллою і Харібдою

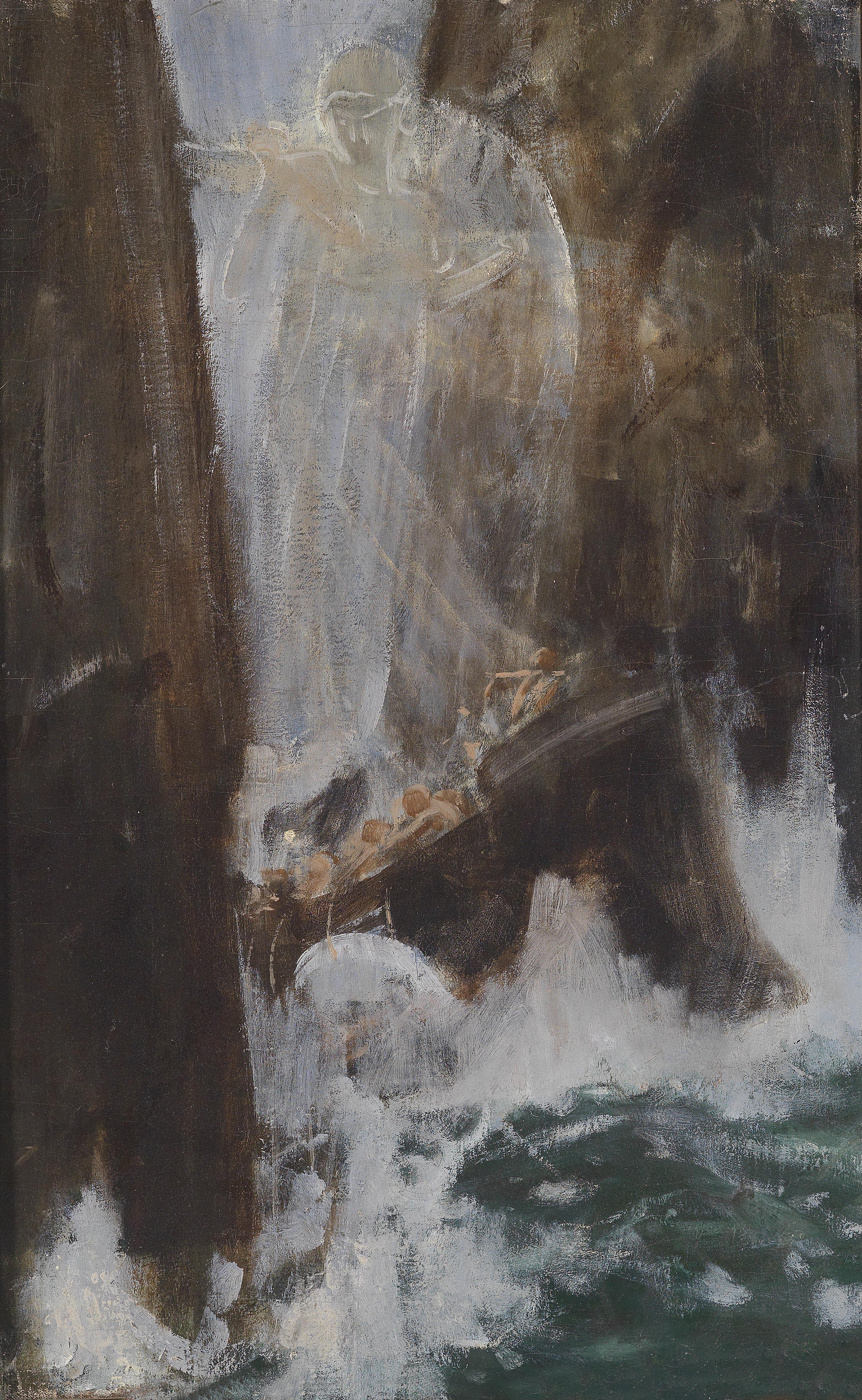
Адольф Хіремі-Хіршль. Між Скіллою і Харібдою, ескіз

Між Скіллою і Харібдою — крилатий вислів, що походить із грецької міфології. За міфами давніх греків, на прибережних скелях по обидва боки Мессінської протоки жили два чудовиська — Скілла і Харібда, що нападали на мореплавців і пожирали їх.
Вислів вживається у значенні: опинитися у ситуації, коли маєш обрати між двома можливими діями, проте обидві небезпечні або неприємні; потрапити в небезпеку, що загрожує звідусіль.

## Контекст
Скілла та Харібда мешкали на протилежних боках Мессінської протоки між Апеннінським півостровом та Сицилією.
Скілла була чудовиськом, верхня частина якого була жіноча, нижня — риб'яча, а талію оточували шість собачих голів. Зовнішність Харібди описана мала; відомо, що вона тричі на день створювала смертельний вир, який затягував кораблі, а потім викидав уламки назад.
Коли герой Одіссей плив через Мессінську протоку, він зважив небезпеки та вирішив, що краще поплисти повз Скіллу та втратити кількох побратимів, ніж повз Харібду, котра загрожувала вбити всіх. Скілла схопила шістьох, а решта попливли далі.

## Географія
Скіллі приписувалося мешкання на мисі (в Бруттії, поблизу Регія), котрий носив її ім'я (лат. Scyllaeum promontorium, дав.-гр. Σκύλλαιον). Харібда розміщувалась у сицилійській чистині протоки під Пелорським мисом. Всупереч міфічному опису, реальний вир у Мессінській протоці, утворений протилежними течіями, не такий небезпечний і складає небезпеку лише для малих суден. Існує також невідповідність: утворені припливами течії утворюють вир двічі на день, а не тричі. Однак, у давнину, коли рівень моря був інший, ця ділянка могла бути небезпечнішою. Норвезький священник та історик Йонас Рамус вважав, що Харібда — це Мальстрем у Норвезькому морі, знаменита система вирів, утворюваних припливами.

## Історія вислову

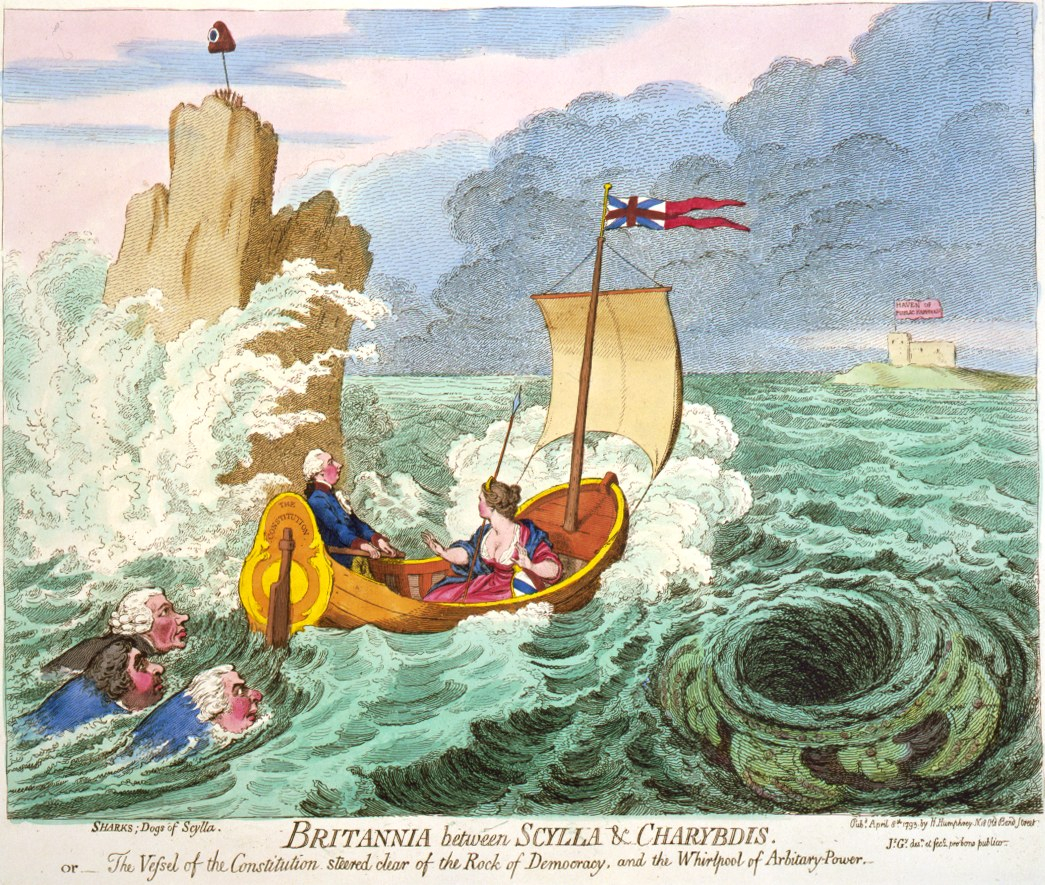
Британія між Скіллою демократії та Харібдою свавілля. Карикатура Джеймса Ґілрея, 1793 р.

Вислів «Між Скіллою і Харідбою», хоча походить з давньогрецької міфології, не був відомий за античності. Вперше його вжив у формі «Натрапляєш на Скіллу, бажаючи уникнути Харібди» (Incidis in Scyllam cupiens vitare Charybdin), французький поет і богослов XII ст. Вальтер Шатільонський в його епічній поемі «Александрія» латинською мовою. Еразм Роттердамський, цитуючи його в своїй «Адагії» 1515 року, надав також грецький еквівалент «Тікаючи від Харібди, натрапив на Скіллу» (Τὴν Χάρυβδιν ἐκφυγὼν τῇ Σκύλλῃ περιέπεσον).
Варіант «Між Скіллою і Харібдою», вперше вжив французький поет Бартелемі Ано в 1552 році. Первісним значенням вислову було «обрати з двох зол менше», але в англійському перекладі з'явилося значення «опинитися між двох небезпек». З таким сенсом воно поширилося у французькій, італійській та іспанській мовах. В есе Персі Біші Шеллі «Захист поезії» (1820) міститься як ідіома: «Багаті стали багатшими, а бідні — біднішими; і судно держави рухається між Скіллою та Харібдою анархії та деспотизму».
Цей вислів неодноразово ілюструвався політичними карикатурами: Джеймса Ґілрея (1793), Джона Тенніела (1863), Фрідріха Греца (1884).
Досі використовується в українській публіцистиці.